# Crystal Rock (Ohio)
Crystal Rock é um lugar designado pelo censo localizado no condado de Erie no estado estadounidense de Ohio. No Censo de 2010 tinha uma população de 176 habitantes e uma densidade populacional de 641,08 pessoas por km².

## Geografia
Crystal Rock encontra-se localizado nas coordenadas 41° 26′ 52″ N, 82° 50′ 31″ O. Segundo a Departamento do Censo dos Estados Unidos, Crystal Rock tem uma superfície total de 0.27 km², da qual 0.27 km² correspondem a terra firme e (0%) 0 km² é água.

## Demografia
Segundo o censo de 2010, tinha 176 pessoas residindo em Crystal Rock. A densidade populacional era de 641,08 hab./km². Dos 176 habitantes, Crystal Rock estava composto pelo 94.32% brancos, o 0% eram afroamericanos, o 0.57% eram amerindios, o 0% eram asiáticos, o 0% eram insulares do Pacífico, o 2.84% eram de outras raças e o 2.27% pertenciam a duas ou mais raças. Do total da população o 7.39% eram hispanos ou latinos de qualquer raça.